# Gelis melanogonus
Gelis melanogonus là một loài tò vò trong họ Ichneumonidae.